# Bruno Mantovani
Bruno Mantovani (Châtillon, 8 ottobre 1974) è un compositore francese.
Ha ricevuto i primi premi dal Conservatorio di Parigi nel quale è entrato nel 1993. Le sue opere sono state commissionate dal governo francese e da altre organizzazioni. Nel settembre 2010 è stato nominato direttore del Conservatorio di Parigi.

## Biografia
All'età di 37 anni Bruno Mantovani è diventato direttore del Conservatorio di Parigi.
Nell'ottobre 2018, la sua nuova composizione Threnos è stata eseguita in prima assoluta dalla Chicago Symphony Orchestra diretta da Marin Alsop. Nel marzo 2019 è stato nominato direttore musicale dell'Ensemble Orchestral Contemporain a far data dal gennaio 2020.

## Premi
- 2010 Claudio-Abbado-Kompositionspreis dell'Orchestre-Akademie della Filarmonica di Berlino[4]

## Opere

### Orchestra
- Art d'écho, per orchestra, 2000
- Con leggerezza, per orchestra, 2004
- Concerto pour deux altos et orchestra, per due viole e orchestra, 2009
- Concerto pour deux pianos, per due pianoforti e orchestra 2012
- Concerto pour violoncelle, per violoncello e orchestra, 2005
- Fantaisie, per pianoforte e orchestra, 2010
- Finale, per orchestra, 2007
- Jeux d'eau, per violino e orchestra, 2011
- Le Cycle des gris, per orchestra, 2005
- Le Livre des illusions, per orchestra, 2009
- Mit Ausdruck, per clarinetto basso e orchestra, 2003
- Sulla pista da ballo, per orchestra, 2003
- 6 Pièces per orchestra, 2005
- Postludium, per orchestra, 2010
- Siddharta, balletto, 2010
- Smatroll (Le Lutin), per orchestra, 2010
- Time Stretch (su Gesualdo), per orchestra, 2006
- Su una nota, per orchestra, 2011
- Zapping, per flauto e orchestra, 2004

### Musica d'insieme
- ... 273 ..., per 17 musicisti, 2010
- Concerto de chambre n° 1, per 17 musicisti, 2010
- Concerto de chambre n° 2, per 6 musicisti, 2010
- 2 Contrepoints de l'Art de la Fugue, per 7 violoncelli, 2007
- D'un rêve parti, per sestetto, 2000
- Eclair de Lune, per tre ensemble ed elettronica, 2007
- Le Sette Chiese, per grande ensemble, 2002
- Les Danses interrompues, per 6 strumenti, 2001
- Par la suite, per flauto e ensemble, 2002
- Série Noire, per 14 strumenti, 2000
- Si près, si loin (d'une fantaisie), per due pianoforti e due ensemble, 2007
- Spirit of Alberti, per ensemble, 2013
- Streets, per ensemble, 2006
- Troisième Round, per sassofono e ensemble, 2001
- Turbolenze, per 12 musicisti, 1998

### Musica da camera
- All'ungarese, per violino e pianoforte, 2009
- Appel d'air, per flauto e pianoforte, 2001
- Ragazza blu con carro rosso, per quartetto d'archi e pianoforte, 2005
- D'une seule voix, per violino e violoncello, 2007
- Da Roma, per clarinetto, viola e pianoforte, 2005
- Lato est, lato ovest, per cinque strumenti, 2003
- Face à face, per quattro clarinetti, 2010
- Happy B., per flauto, violino, viola e violoncello, 2005
- Haunted Nights, per clarinetto, pianoforte e vibrafono, 2002
- Hopla, per flauto e bocce, 2010
- Icare, per due pianoforti, 2009
- L'Ere de rien, per flauto, clarinetto e pianoforte, 2002
- L'Incandescence de la bruine, per sassofono e pianoforte, 1997
- METAL, per due clarinetti, 2003
- 8 Moments musicaux, per violino, violoncello e pianoforte, 2008
- 5 Pièces pour Paul Klee, per violoncello e pianoforte, 2007
- 4 Pièces pour quatuor à cordes, (Bleu, les Fées, L'Ivresse, BWV 1007), 2005
- Quelques effervescences, per viola e pianoforte, 2006
- Quintette, per 2 violini, 2 viole e violoncello, 2013
- Quintette pour Bertold Brecht, per arpa e quartetto d'archi, 2007
- Un mois d'octobre, per fagotto e pianoforte, 2001
- Un Souffle, per flauto e 4 percussioni, 2005
- Une autre incandescence per clarinetto, viola e pianoforte 1998
- Fino al, per 3 violoncelli, 2010
- Sei connesso, per trio d'archi, 2001

### Assolo
- Crono 8'20 ", per fisarmonica, 2007
- Bug, per clarinetto, 1999
- Dédale, per pianoforte, 2009
- Entre Parenthèses, per pianoforte, 2006
- 4 Etudes, per pianoforte, 2003
- Früh, per flauto, 2001
- Happy hours, per violino, 2007
- Italienne, per pianoforte, 2001
- Jazz Connotation, per pianoforte, 1998
- Le Grand jeu, per percussioni ed elettronica, 1999
- Le Livre de Jeb, per pianoforte, 2009
- Little Italy, per viola, 2005
- 4 Mélodies arméniennes, per flauto, 2010
- Moi jeu ..., per marimba, 1999
- One-Way, per violoncello, 2012
- Suonare, per pianoforte, 2006
- Il peggiore di, per pianoforte, 2013
- Tocar, per arpa, 2007
- Trait d'union, per clarinetto, 2007

### Musica vocale o corale
- Akhmatova (opera), opera in prima esecuzione all'Opéra Bastille, 2011
- Cantate No.1, per coro e ensemble, 2006
- Cantate No.2 (sur G. Leopardi), per soprano e clarinetto, 2008
- Cantate No.3 (sur Friedrich von Schiller), per coro e orchestra, 2012
- Cantate No.4, per violoncello, fisarmonica e coro, 2013
- Das erschafft der Dichter nicht, per soprano e ensemble, 2002
- L'Autre Côté, opera, 2006
- La Morte Meditata, per mezzosoprano e ensemble, 2000
- L'Enterrement de Mozart, per 5 voci e ensemble, 2008
- Monde évanoui (Fragments pour Babylone), per coro, 2008
- 5 Poèmes de Janos Pilinsky, per coro da camera, 2005
- Vier Geistliche Gedichte, per coro da camera, 2007